# Province de Bielle
La province de Bielle (Provincia ëd Biela en piémontais et Biella en italien) est une province italienne du Piémont ; son chef-lieu est Bielle.

## Administration

### Communes
- Ailoche
- Andorno Micca
- Benna
- Bielle
- Bioglio
- Borriana
- Brusnengo
- Callabiana
- Camandona
- Camburzano
- Campiglia Cervo
- Candelo
- Caprile
- Casapinta
- Castelletto Cervo
- Cavaglià
- Cerreto Castello
- Cerrione
- Coggiola
- Cossato
- Crevacuore
- Crosa
- Curino
- Donato
- Dorzano
- Gaglianico
- Gifflenga
- Graglia
- Lessona
- Magnano
- Massazza
- Masserano
- Mezzana Mortigliengo
- Miagliano
- Mongrando
- Mosso
- Mottalciata
- Muzzano
- Netro
- Occhieppo Inferiore
- Occhieppo Superiore
- Pettinengo
- Piatto
- Piedicavallo
- Pollone
- Ponderano
- Portula
- Pralungo
- Pray
- Quaregna
- Quittengo
- Ronco Biellese
- Roppolo
- Rosazza
- Sagliano Micca
- Sala Biellese
- Salussola
- San Paolo Cervo
- Sandigliano
- Selve Marcone
- Soprana
- Sordevolo
- Sostegno
- Strona
- Tavigliano
- Ternengo
- Tollegno
- Torrazzo
- Trivero
- Valdengo
- Valdilana
- Vallanzengo
- Valle Mosso
- Valle San Nicolao
- Veglio
- Verrone
- Vigliano Biellese
- Villa del Bosco
- Villanova Biellese
- Viverone
- Zimone
- Zubiena
- Zumaglia